# Jeskola Buzz
Jeskola Buzz — бесплатная модульная музыкальная студия-трекер (DAW), предназначенная для работы в Microsoft Windows с использованием MFC. Она основана на модульном элементном представлении, где некие «машины» являются инструментами или обработками (встроенными или подключёнными по технологии VSTi, DXi), которые объединяются как дорожки с общим выводом на «мастер».
Buzz состоит из архитектуры плагинов, которые позволяют направлять звук от одного плагина к другому различными способами, подобно тому, как кабели передают аудиосигнал между физическими частями оборудования. Все аспекты синтеза и обработки сигналов полностью обрабатываются как система плагинов. Синтез сигналов осуществляется «генераторами», такими как синтезаторы, функции генератора шума, сэмплеры и трекеры. Затем сигналом можно манипулировать с помощью «эффектов», таких как «дисторшн», фильтры, эхо, реверберацию, а также любые плагины для мастеринга. Buzz также предоставляет поддержку через адаптеры для использования VST/VSTi, DirectX/DXi и DirectX Media Objects в качестве генераторов и эффектов.
Несколько новых классов плагинов не подпадают под обычные типы генератора и эффектов. К ним относятся одноранговые машины (сигнальные и событийные автоматизированные контроллеры), регистраторы, редакторы волновых таблиц, скриптовые движки и т. д. Выход сигнала Buzz также использует систему плагинов; Наиболее практичными драйверами являются ASIO, DirectSound и MME. Buzz поддерживает MIDI как внутренне, так и за счёт нескольких дополнений. Некоторые MIDI-функции ограничены, например, синхронизация MIDI-часов или импорт некоторых современных midi-файлов.

## Разработка
Buzz был создан Оскари Таммелином, который назвал программное обеспечение в честь своей демо-группы Jeskola.
В 1997-98 годах Buzz был «трекером 3-го поколения» и с тех пор вышел за рамки традиционной модели трекера.
Разработка основной программы была остановлена 5 октября 2000 года, когда разработчик потерял исходный код программы. В июне 2008 года было объявлено, что разработка начнётся снова, в конечном итоге восстановив большую часть функциональности.
Разработка была возобновлена в июне 2008 года. Обновления выходят и по сей день.
Последнее обновление датируется 18 декабря 2022 года.

## Система плагинов
Система плагинов Buzz предназначена для работы по модели свободного программного обеспечения. Заголовочные файлы, используемые для компиляции новых плагинов (известных как Buzzlib), содержат небольшое уведомление о том, что они должны использоваться только для создания бесплатных плагинов и музыкальных плееров Buzz. Ограничение требует, чтобы разработчики, желающие использовать систему плагинов Buzz в своих собственных секвенсорах, платили автору гонорар.

## Некоторые музыканты, работающие на Buzz
Некоторые известные электронные музыканты, использующие Jeskola Buzz:
- Andrew Sega
- Bobina (ранние работы, примерно до 2010 года))
- MageSky (по сей день)
- Hunz
- Andreas Tilliander
- James Holden (ранние работы)
- Lackluster
- Oliver Lieb
- The Field